# 感受器

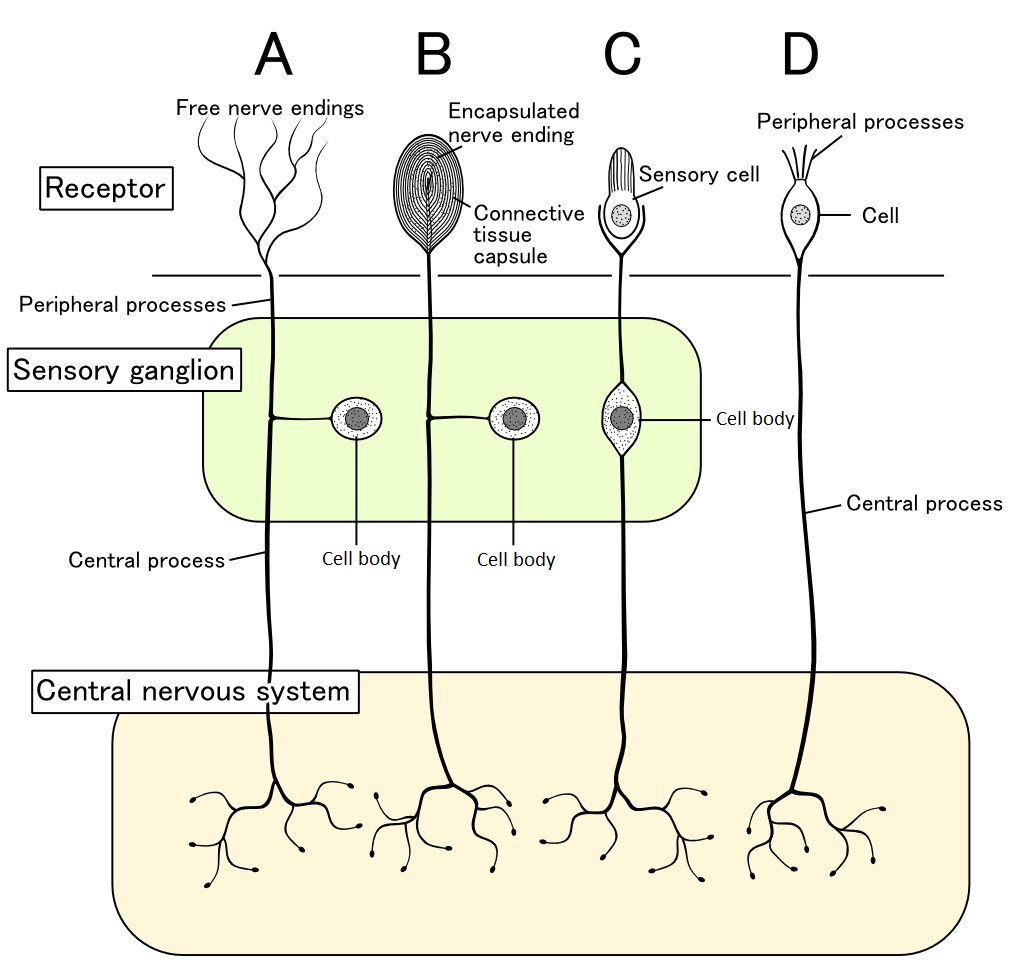
四種感覺神經元，圖片最上方為其不同的感覺接受器。

感受器又称感觉受器、感覺接受器，是感覺神經元感受刺激的構造（多为轴突），位于感觉神经的神经末梢，分布在体表或组织内部，可感受机体内外环境变化。

## 功能
- 感受器的功能是接受肌体内外环境的各种不同刺激，将其转变为神经冲动或神经兴奋，并由神经系统作用，产生感觉[來源請求]；再由神经系统作用将神经冲动传至效应器（英语：Effector (biology)），对刺激做出反应。

## 种类
- 感受器种类很多，结构功能各不相同。
  - 有接受外界环境位于皮肤内的痛觉、温觉、触觉和压觉的的感受器是接受外界刺激的感受器。
  - 有位于内脏和血管壁内的接收内部刺激的感受器。
  - 有接受物理刺激的感受器，如视器接受光波的刺激，听觉感受器接受声波的刺激。
  - 有接受化学刺激的感受器，如嗅觉感受器、味觉感受器。

## 分类
- 根据感受器所在的部位、接受刺激的来源分为：
  1. 外感受器：分布在皮肤、粘膜、视器、听器等处，接受来自外界的刺激，如光波、声波、温、痛等。
  2. 内感受器：分布于内脏器官和心血管等处，接受如渗透压、温度、浓度等的刺激。
    - 分布于嗅粘膜的嗅觉感受器及舌的味蕾，属于内感受器。

  3. 本体感受器：分布在肌、肌腱、关节和内耳的位觉器等处，接受机体运动和平衡变化时所产生的刺激。
- 根据特征化程度分为：
  1. 一般感受器：分布在全身各部。如分布在皮肤的痛觉感受器、温觉感受器、压觉感受器等；分布在肌、肌腱、关节的运动觉感受器和位置觉感受器；分布在内脏和心血管的感受器。
  2. 特殊感受器：分布在眼、耳、鼻、舌处，如视觉感受器、听觉感受器、平衡觉感受器、嗅觉感受器、味觉感受器等。

## 外部連結
- 感覺一覽(sensory summary) （页面存档备份，存于）